# 阿波罗制导计算机

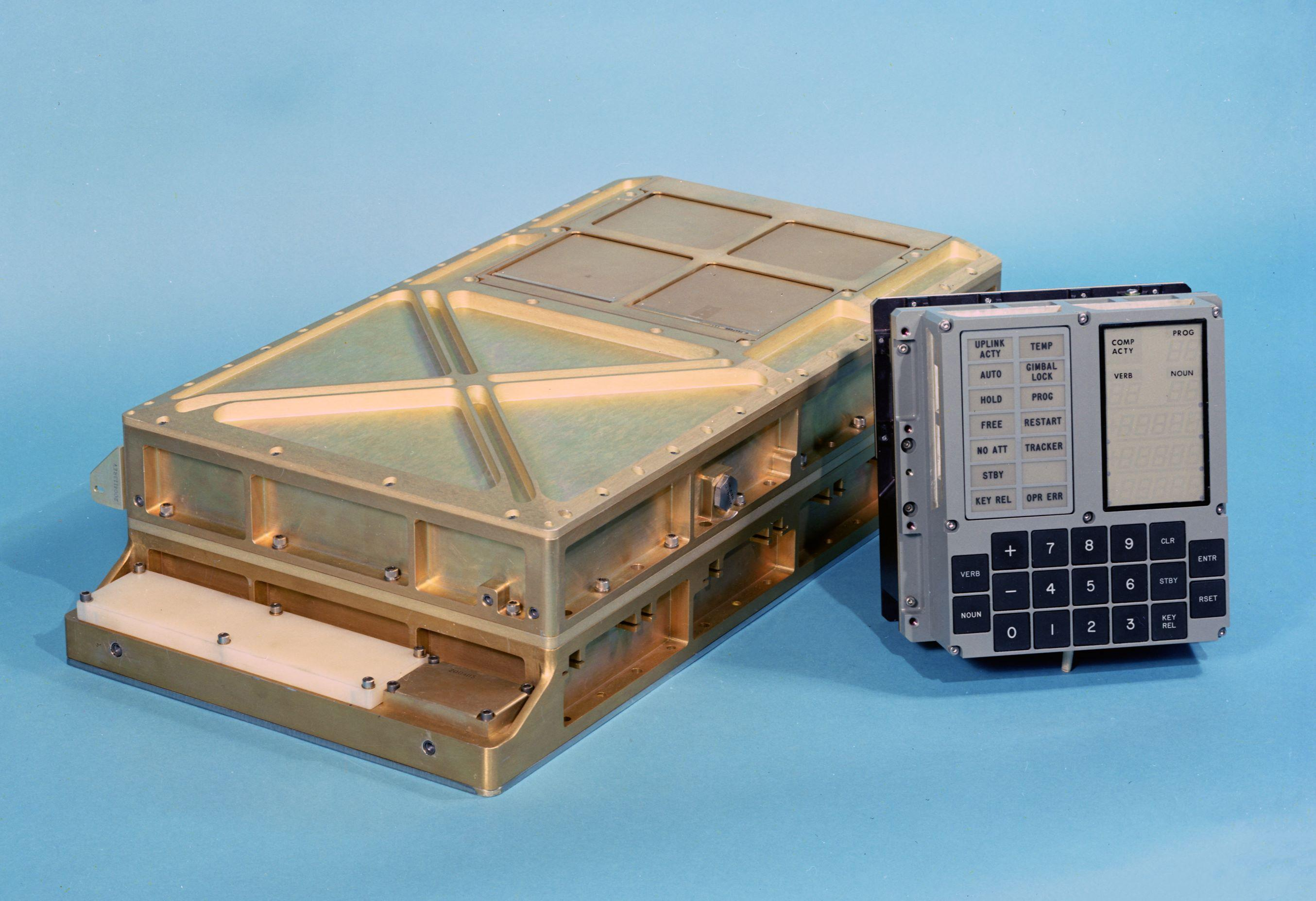
阿波罗制导计算机（左）与DSKY输入模块（右）

阿波罗制导计算机（英語：Apollo Guidance Computer，AGC），是一台为阿波罗计划生产的数字计算机，它被同时安装在阿波罗指令舱和阿波罗登月舱。AGC为飞船的制导、导航和控制提供了计算和电子界面。

## 基本信息
阿波罗导航计算机有16位字长，包括15位数据和一位奇偶校验位。AGC上的大多数软件都存储在一种称为磁芯线存储器的特殊只读存储器中，这种存储器是通过在磁芯之间或周围编织导线来实现的。其具有85000指令/秒速度的CPU，2048字（总3840字节）的RAM，36864字（69120字节）的只读储存器。AGC的用户界面为一个数字显示屏和键盘，被称为DSKY(意思是“显示和键盘”，英文发音为“DIS-kee”)。其在20世纪60年代初由MIT仪器实验室为阿波罗计划开发。
AGC是第一台基于硅集成电路的计算机。这款计算机的性能堪比上世纪70年代末的第一代家用计算机，如Apple II、TRS-80和Commodore PET。